# Liste von Synagogen in der Schweiz
Die Liste von Synagogen in der Schweiz enthält ehemalige und bestehende Synagogen in der Schweiz.
Bei dem Erbauungsjahr ist das Jahr der Fertigstellung angegeben; bei den kursiv dargestellten Jahreszahlen handelt es sich um ungefähre Werte.
Navigation: A B D E F G L P S Z
| Stadt             | Kanton       | Name der Synagoge/Gemeinde/Betgemeinschaft | Erbaut | Abbruch | Bemerkung                                                               | Foto/Abbildung (Jahr) |
| ----------------- | ------------ | ------------------------------------------ | ------ | ------- | ----------------------------------------------------------------------- | --------------------- |
| Avenches          | Waadt        | Synagoge (Avenches)                        | 1865   | 1957    | Von jüdischer Gemeinde verkauft und dann abgebrochen                    |                       |
| Baden             | Aargau       | Synagoge (Baden AG)                        | 1913   |         |                                                                         |                       |
| Basel             | Basel-Stadt  | Beit-Joseph-Synagoge                       | 1869   |         | 2020 umbenannt in Beit Joseph                                           |                       |
| Bern              | Bern         | Synagoge (Bern)                            | 1906   |         |                                                                         |                       |
| Biel              | Bern         | Synagoge (Biel)                            | 1883   |         |                                                                         |                       |
| Delsberg          | Jura         | Synagoge (Delsberg)                        | 1911   |         |                                                                         |                       |
| Endingen          | Aargau       | Synagoge (Endingen)                        | 1852   |         |                                                                         |                       |
| Freiburg          | Freiburg     | Synagogue de Fribourg                      | 1905   |         | Nach dem Umbau eines bestehenden Gebäudes 1905 als Synagoge eingeweiht. |                       |
| Genf              | Genf         | Beth-Yaacov-Synagoge                       | 1859   |         | Auch als Grande Synagogue de Genève bekannt;                            |                       |
| Genf              | Genf         | Synagoge GIL                               |        |         | Synagoge der Communauté Juive Libérale de Genève                        |                       |
| Genf              | Genf         | Synagogue Hekhal Haness                    | 1972   |         | Sephardische Synagoge                                                   |                       |
| La Chaux-de-Fonds | Neuenburg    | Synagoge (La Chaux-de-Fonds)               | 1859   |         |                                                                         |                       |
| Lausanne          | Waadt        | Synagoge (Lausanne)                        | 1910   |         |                                                                         |                       |
| Lengnau           | Aargau       | Synagoge (Lengnau)                         | 1847   |         |                                                                         |                       |
| Luzern            | Luzern       | Synagoge (Luzern)                          | 1912   |         |                                                                         |                       |
| Pruntrut          | Jura         | Synagoge (Pruntrut)                        | 1874   | 1983    | Nach Verkauf durch jüdische Gemeinde abgerissen                         |                       |
| Schaffhausen      | Schaffhausen | Haus zur Judenschule                       | 1380   |         | Bereits 1435 andere Versammlungsstätte; diverse Umbauten                |                       |
| St. Gallen        | St. Gallen   | Synagoge (St. Gallen)                      | 1881   |         |                                                                         |                       |
| Zürich            | Zürich       | Synagoge Agudas Achim                      | 1960   |         | Synagoge der jüdischen Gemeinde Agudas Achim Zürich                     |                       |
| Zürich            | Zürich       | Synagoge Freigutstrasse                    | 1924   |         | Synagoge der Israelitischen Religionsgesellschaft Zürich                |                       |
| Zürich            | Zürich       | Synagoge Löwenstrasse                      | 1884   |         | Synagoge der Israelitischen Cultusgemeinde Zürich                       |                       |